# Matófono
El matófono o galleta es un instrumento musical de la familia del mirlitón tradicional de Argentina y Uruguay. Consiste en una calabaza de mate partido en dos mitades que se mantienen unidas por hilo, o un trozo de cuero adherido que cumple la función de boquilla.

## Origen
Su origen se remonta presumiblemente a culturas aborígenes del Río de la Plata y fue históricamente llamado galleta por los gauchos de esa zona.

## Popularización por Les Luthiers

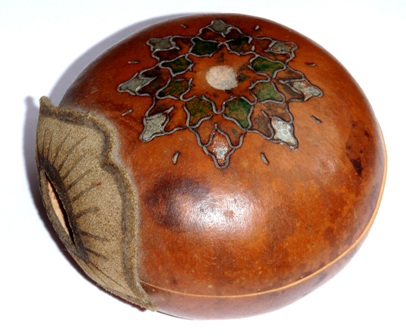
El matófono en la actualidad.

La galleta fue recreada en los años 1960 por el luthier porteño Carlos Iraldi para el conjunto humorístico de instrumentos informales Les Luthiers y rebautizada como yerbomatófono d’amore o matófono. Este instrumento estaba formado por calabazas de mate cortadas por la mitad, lijadas y ensambladas, con un orificio para apoyar los labios. Así el sonido se amplifica y distorsiona de manera muy particular, con un timbre que cambia variando la presión.
El matófono agrega a la voz un sonido que recuerda a una trompeta asordinada o a la resonancia por simpatía de una bordona de tambor. A diferencia del kazoo, el cual posee un timbre similar, el matófono necesita ser agarrado con una mano, mientras que se puede tocar el kazoo al mismo tiempo con un instrumento que necesite las dos manos.

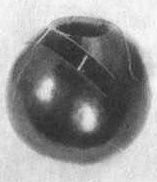
Matófono usado por Les Luthiers.